# Hong Kong Open 1998 - Qualificazioni singolare
Le qualificazioni del singolare  dell'Hong Kong Open 1998 sono state un torneo di tennis preliminare per accedere alla fase finale della manifestazione. I vincitori dell'ultimo turno sono entrati di diritto nel tabellone principale. In caso di ritiro di uno o più giocatori aventi diritto a questi sono subentrati i lucky loser, ossia i giocatori che hanno perso nell'ultimo turno ma che avevano una classifica più alta rispetto agli altri partecipanti che avevano comunque perso nel turno finale.
Le qualificazioni del torneo Hong Kong Open 1998 prevedevano 32 partecipanti di cui 4 sono entrati nel tabellone principale.

## Teste di serie
1. Chris Wilkinson (ultimo turno)
2. Stefano Pescosolido (Qualificato)
3. Mark Petchey (secondo turno)
4. Danny Sapsford (ultimo turno)

1. Neville Godwin (Qualificato)
2. Ben Ellwood (Qualificato)
3. Michael Joyce (secondo turno)
4. Kalle Flygt (primo turno)

## Qualificati
1. Peter Nyborg
2. Stefano Pescosolido

1. Ben Ellwood
2. Neville Godwin

## Tabellone

### Legenda
| - Q = Qualificato - WC = Wild card - LL = Lucky loser | - ALT = Alternate - SE = Special Exempt - PR = Protected Ranking | - w/o = Walkover - r = Ritirato - d = Squalificato |

### Sezione 1
|  | Primo turno     | Primo turno       | Primo turno   | Primo turno | Primo turno |  |  | Secondo turno | Secondo turno   | Secondo turno   | Secondo turno | Secondo turno |   |   | Ultimo turno | Ultimo turno    | Ultimo turno    | Ultimo turno | Ultimo turno |  |
|  |                 |                   |               |             |             |  |  |               |                 |                 |               |               |   |   |              |                 |                 |              |              |  |
|  | 1               | Chris Wilkinson   | 6             | 4           | 6           |  |  |               |                 |                 |               |               |   |   |              |                 |                 |              |              |  |
|  |                 | Mattias Hellstrom | 3             | 6           | 4           |  |  | 1             | Chris Wilkinson | Chris Wilkinson | 6             | 6             |   |   |              |                 |                 |              |              |  |
|  | Todd Meringoff  | Todd Meringoff    | 7             | 1           | 6           |  |  |               | Todd Meringoff  | Todd Meringoff  | 2             | 4             |   |   |              |                 |                 |              |              |  |
|  | Philippe Kobzos | Philippe Kobzos   | 5             | 6           | 1           |  |  |               |                 |                 |               |               |   |   | 1            | Chris Wilkinson | Chris Wilkinson | 1            | 2            |  |
|  | Peter Nyborg    | Peter Nyborg      | Peter Nyborg  | 6           | 7           |  |  |               |                 |                 | Peter Nyborg  | Peter Nyborg  | 6 | 6 |              |                 |                 |              |              |  |
|  | Kent Kinnear    | Kent Kinnear      | Kent Kinnear  | 3           | 6           |  |  |               | Peter Nyborg    | 1               | 6             | 7             |   |   |              |                 |                 |              |              |  |
|  | 7               | Michael Joyce     | Michael Joyce | 6           | 6           |  |  | 7             | Michael Joyce   | 6               | 3             | 5             |   |   |              |                 |                 |              |              |  |
|  |                 | Ryuso Tsujino     | Ryuso Tsujino | 4           | 3           |  |  |               |                 |                 |               |               |   |   |              |                 |                 |              |              |  |

### Sezione 2
|  | Primo turno       | Primo turno         | Primo turno         | Primo turno | Primo turno |  |  | Secondo turno | Secondo turno       | Secondo turno       | Secondo turno | Secondo turno |   |   | Ultimo turno | Ultimo turno        | Ultimo turno | Ultimo turno | Ultimo turno |  |
|  |                   |                     |                     |             |             |  |  |               |                     |                     |               |               |   |   |              |                     |              |              |              |  |
|  | 2                 | Stefano Pescosolido | Stefano Pescosolido | 6           | 6           |  |  |               |                     |                     |               |               |   |   |              |                     |              |              |              |  |
|  |                   | Michael Wu          | Michael Wu          | 0           | 0           |  |  | 2             | Stefano Pescosolido | Stefano Pescosolido | 6             | 6             |   |   |              |                     |              |              |              |  |
|  | Carl Chang        | Carl Chang          | Carl Chang          | 6           | 6           |  |  |               | Carl Chang          | Carl Chang          | 3             | 1             |   |   |              |                     |              |              |              |  |
|  | Bernardo Martínez | Bernardo Martínez   | Bernardo Martínez   | 3           | 3           |  |  |               |                     |                     |               |               |   |   | 2            | Stefano Pescosolido | 2            | 6            | 6            |  |
|  | Ivan Yeh          | Ivan Yeh            | Ivan Yeh            | 6           | 7           |  |  |               |                     |                     | Chris Haggard | 6             | 4 | 3 |              |                     |              |              |              |  |
|  | Andrew Lewis      | Andrew Lewis        | Andrew Lewis        | 2           | 5           |  |  | Ivan Yeh      | Ivan Yeh            | Ivan Yeh            | 2             | 0             |   |   |              |                     |              |              |              |  |
|  |                   | Chris Haggard       | Chris Haggard       | 6           | 7           |  |  | Chris Haggard | Chris Haggard       | Chris Haggard       | 6             | 6             |   |   |              |                     |              |              |              |  |
|  | 8                 | Kalle Flygt         | Kalle Flygt         | 3           | 6           |  |  |               |                     |                     |               |               |   |   |              |                     |              |              |              |  |

### Sezione 3
|  | Primo turno        | Primo turno        | Primo turno        | Primo turno | Primo turno |  |  | Secondo turno | Secondo turno   | Secondo turno  | Secondo turno | Secondo turno |   |   | Ultimo turno | Ultimo turno   | Ultimo turno   | Ultimo turno | Ultimo turno |  |
|  |                    |                    |                    |             |             |  |  |               |                 |                |               |               |   |   |              |                |                |              |              |  |
|  | 3                  | Mark Petchey       | Mark Petchey       | 7           | 6           |  |  |               |                 |                |               |               |   |   |              |                |                |              |              |  |
|  |                    | Andy Brothers      | Andy Brothers      | 6           | 3           |  |  | 3             | Mark Petchey    | Mark Petchey   | 6             | 3             |   |   |              |                |                |              |              |  |
|  | Mitsuru Takada     | Mitsuru Takada     | 4                  | 7           | 6           |  |  |               | Mitsuru Takada  | Mitsuru Takada | 7             | 6             |   |   |              |                |                |              |              |  |
|  | Mark Keil          | Mark Keil          | 6                  | 6           | 4           |  |  |               |                 |                |               |               |   |   |              | Mitsuru Takada | Mitsuru Takada | 4            | 2            |  |
|  | T. J. Middleton    | T. J. Middleton    | T. J. Middleton    | 6           | 6           |  |  |               |                 | 6              | Ben Ellwood   | Ben Ellwood   | 6 | 6 |              |                |                |              |              |  |
|  | Markus Wohlgenannt | Markus Wohlgenannt | Markus Wohlgenannt | 1           | 1           |  |  |               | T. J. Middleton | 6              | 6             | 2             |   |   |              |                |                |              |              |  |
|  | 6                  | Ben Ellwood        | Ben Ellwood        | 6           | 6           |  |  | 6             | Ben Ellwood     | 3              | 7             | 6             |   |   |              |                |                |              |              |  |
|  |                    | Arjun Fernando     | Arjun Fernando     | 1           | 3           |  |  |               |                 |                |               |               |   |   |              |                |                |              |              |  |

### Sezione 4
|  | Primo turno   | Primo turno    | Primo turno    | Primo turno | Primo turno |  |  | Secondo turno | Secondo turno  | Secondo turno  | Secondo turno  | Secondo turno |   |   | Ultimo turno | Ultimo turno   | Ultimo turno | Ultimo turno | Ultimo turno |  |
|  |               |                |                |             |             |  |  |               |                |                |                |               |   |   |              |                |              |              |              |  |
|  | 4             | Danny Sapsford | 1              | 6           | 6           |  |  |               |                |                |                |               |   |   |              |                |              |              |              |  |
|  |               | Wei-Jen Cheng  | 6              | 3           | 2           |  |  | 4             | Danny Sapsford | Danny Sapsford | 6              | 6             |   |   |              |                |              |              |              |  |
|  | James Holmes  | James Holmes   | James Holmes   | 6           | 6           |  |  |               | James Holmes   | James Holmes   | 3              | 2             |   |   |              |                |              |              |              |  |
|  | Andrew Rueb   | Andrew Rueb    | Andrew Rueb    | 4           | 4           |  |  |               |                |                |                |               |   |   | 4            | Danny Sapsford | 3            | 6            | 6            |  |
|  | Fredrik Bergh | Fredrik Bergh  | Fredrik Bergh  | 6           | 6           |  |  |               |                | 5              | Neville Godwin | 6             | 3 | 7 |              |                |              |              |              |  |
|  | Don Yu        | Don Yu         | Don Yu         | 0           | 0           |  |  |               | Fredrik Bergh  | Fredrik Bergh  | 1              | 5             |   |   |              |                |              |              |              |  |
|  | 5             | Neville Godwin | Neville Godwin | 6           | 6           |  |  | 5             | Neville Godwin | Neville Godwin | 6              | 7             |   |   |              |                |              |              |              |  |
|  |               | Faheem Ebrahim | Faheem Ebrahim | 0           | 0           |  |  |               |                |                |                |               |   |   |              |                |              |              |              |  |